# Jordan Pickford
Jordan Lee Pickford (Washington, Inglaterra, 7 de marzo de 1994) es un futbolista británico que juega como portero en el Everton F. C. de la Premier League.

## Trayectoria
Jordan Pickford se formó en la cantera del Sunderland A. F. C. desde el año 2002. A partir de enero de 2012 fue cedido a seis equipos distintos durante cuatro años; Darlington y Alfreton Town de la Conference Premier, Burton Albion de League Two, Carlisle Utd. y Bradford City de League One y Preston North End de Championship. Durante este periodo fue recuperado en varias ocasiones por el Sunderland, pero sin llegar a debutar.
El 31 de diciembre de 2015 se hizo oficial su regreso a su club de origen tras sus buenas actuaciones en el Preston NE. El 9 de enero de 2016 debutó con el Sunderland en un partido de FA Cup ante el Arsenal (3-1). Su debut en Premier League se produjo una semana más tarde, en la derrota por 4 a 1 ante el Tottenham. En la temporada 2016-17 consiguió consolidarse como primera opción en la portería por delante de Vito Mannone, participando en 29 encuentros de Premier League.
Finalmente, en junio de 2017, fichó por el Everton a cambio de 25 millones de libras lo que le convirtieron en el portero inglés más caro de la historia. En su primera temporada en el club de Liverpool jugó todos los minutos de la temporada en Premier League.

## Selección nacional
Tras jugar partidos con la selección de fútbol sub-16 de Inglaterra, la sub-17, la sub-18, la sub-19, la sub-20 y la sub-21, finalmente el 10 de noviembre de 2017 hizo su debut con la selección absoluta en un encuentro amistoso contra Alemania que finalizó con un resultado de empate a cero.
Fue convocado por Gareth Southgate para el Mundial de Rusia de 2018, donde fue el guardameta titular. Su actuación más destacada tuvo lugar en los cuartos de final ante Suecia, donde fue elegido mejor jugador del partido.
Jordan Pickford fue el único jugador inglés que disputó los 690 minutos que jugó Inglaterra en los 7 partidos de la Copa Mundial de Fútbol de 2018, en la que finalizó en el cuarto lugar tras ser derrotado por Croacia en semifinales y por Bélgica en el partido por el tercer puesto.

### Participaciones en categorías inferiores
| Torneo                              | Sede     | Resultado    | Partidos | Goles |
| ----------------------------------- | -------- | ------------ | -------- | ----- |
| Campeonato Europeo Sub-17 2011      | Serbia   | Semifinal    | 10       | 0     |
| Campeonato Europeo Sub-19 2013      | Lituania | Primera fase | 4        | 0     |
| Torneo Esperanzas de Toulon de 2015 | Francia  | Cuarto lugar | 3        | 0     |
| Torneo Esperanzas de Toulon de 2016 | Francia  | Campeón      | 3        | 0     |
| Eurocopa Sub-21 de 2017             | Polonia  | Semifinal    | 9        | 0     |

### Participaciones en Copas del Mundo
| Copa                           | Sede  | Resultado        | Partidos | Goles |
| ------------------------------ | ----- | ---------------- | -------- | ----- |
| Copa Mundial de Fútbol de 2018 | Rusia | Cuarto puesto    | 7        | 0     |
| Copa Mundial de Fútbol de 2022 | Catar | Cuartos de final | 5        | 0     |

### Participaciones en Eurocopas
| Copa          | Sede     | Resultado  | Partidos | Goles |
| ------------- | -------- | ---------- | -------- | ----- |
| Eurocopa 2020 | Europa   | Subcampeón | 7        | 0     |
| Eurocopa 2024 | Alemania | Subcampeón | 7        | 0     |

### Participaciones en Liga de Naciones de la UEFA
| Eliminatorias            | Resultado    | Partidos | Goles |
| ------------------------ | ------------ | -------- | ----- |
| Liga de Naciones 2018-19 | Tercer lugar | 6        | 0     |

## Estadísticas

### Clubes
Actualizado al último partido disputado el 26 de diciembre de 2024.
| Darlington F. C. Inglaterra           | 5.ª           | 2011-12       | 17  | 39  | 0  | 0  | ― | ― | 17  | 39  |
| Darlington F. C. Inglaterra           | Total club    | Total club    | 17  | 39  | 0  | 0  | 0 | 0 | 17  | 39  |
| Alfreton Town F. C. Inglaterra        | 5.ª           | 2012-13       | 12  | 12  | 0  | 0  | ― | ― | 12  | 12  |
| Alfreton Town F. C. Inglaterra        | Total club    | Total club    | 12  | 12  | 0  | 0  | 0 | 0 | 12  | 12  |
| Burton Albion F. C. Inglaterra        | 4.ª           | 2013-14       | 12  | 14  | 1  | 1  | ― | ― | 13  | 15  |
| Burton Albion F. C. Inglaterra        | Total club    | Total club    | 12  | 14  | 1  | 1  | 0 | 0 | 13  | 15  |
| Carlisle United F. C. Inglaterra      | 3.ª           | 2013-14       | 18  | 27  | ―  | ―  | ― | ― | 18  | 27  |
| Carlisle United F. C. Inglaterra      | Total club    | Total club    | 18  | 27  | 0  | 0  | 0 | 0 | 18  | 27  |
| Bradford City A. F. C. Inglaterra     | 3.ª           | 2014-15       | 33  | 36  | 1  | 1  | ― | ― | 34  | 37  |
| Bradford City A. F. C. Inglaterra     | Total club    | Total club    | 33  | 36  | 1  | 1  | 0 | 0 | 34  | 37  |
| Preston North End F. C. Inglaterra    | 2.ª           | 2015-16       | 24  | 20  | 3  | 3  | ― | ― | 27  | 23  |
| Preston North End F. C. Inglaterra    | Total club    | Total club    | 24  | 20  | 3  | 3  | 0 | 0 | 27  | 23  |
| Sunderland A. F. C. Inglaterra        | 1.ª           | 2015-16       | 2   | 6   | 1  | 3  | ― | ― | 3   | 9   |
| Sunderland A. F. C. Inglaterra        | 1.ª           | 2016-17       | 29  | 50  | 3  | 2  | ― | ― | 32  | 52  |
| Sunderland A. F. C. Inglaterra        | Total club    | Total club    | 31  | 56  | 4  | 5  | 0 | 0 | 35  | 61  |
| Everton F. C. Inglaterra              | 1.ª           | 2017-18       | 38  | 58  | 2  | 4  | 6 | 8 | 46  | 70  |
| Everton F. C. Inglaterra              | 1.ª           | 2018-19       | 38  | 46  | 2  | 4  | ― | ― | 40  | 50  |
| Everton F. C. Inglaterra              | 1.ª           | 2019-20       | 38  | 56  | 5  | 5  | ― | ― | 43  | 61  |
| Everton F. C. Inglaterra              | 1.ª           | 2020-21       | 31  | 39  | 2  | 3  | ― | ― | 33  | 42  |
| Everton F. C. Inglaterra              | 1.ª           | 2021-22       | 35  | 58  | 2  | 5  | ― | ― | 37  | 63  |
| Everton F. C. Inglaterra              | 1.ª           | 2022-23       | 37  | 57  | 1  | 3  | ― | ― | 38  | 60  |
| Everton F. C. Inglaterra              | 1.ª           | 2023-24       | 38  | 51  | 4  | 3  | ― | ― | 42  | 54  |
| Everton F. C. Inglaterra              | 1.ª           | 2024-25       | 17  | 22  | 1  | 0  | ― | ― | 18  | 22  |
| Everton F. C. Inglaterra              | Total club    | Total club    | 272 | 387 | 19 | 27 | 6 | 8 | 297 | 422 |
| Total carrera                         | Total carrera | Total carrera | 419 | 591 | 28 | 37 | 6 | 8 | 453 | 636 |
| (1) Hace referencia a goles encajados |               |               |     |     |    |    |   |   |     |     |

## Palmarés

### Distinciones individuales
| Distinción                                     | Año  |
| ---------------------------------------------- | ---- |
| Mejor futbolista sub-21 inglés                 | 2017 |
| MVP contra Suecia en la Copa Mundial de Fútbol | 2018 |